# Kecamatan Grabag (distrikt i Indonesien, lat -7,41, long 110,31)
Kecamatan Grabag är ett distrikt i Indonesien.   Det ligger i provinsen Jawa Tengah, i den västra delen av landet, 400 km öster om huvudstaden Jakarta.